# Leonie Taliansky

Harry Walden, Leonie Taliansky, Rollenbild, Doppelbildnis, Kniestück, in: Wilhelm Meyer-Förster: Alt-Heidelberg

Leonie Taliansky, geborene Leonie Olga Pollak, auch Leonie Toliansky, (14. April 1875 in Wien, Österreich-Ungarn – 30. April 1942 in Berlin) war eine österreichische Theater- und Stummfilmschauspielerin.

## Leben
Leonie Taliansky (slowakisch: Italiener) wurde in Wien als Tochter des Arztes Sigmund Pollak (7. November 1846 – 5. April 1912) und der Rosina Pollak, geborene Taliansky (etwa 1854 – 3. November 1877). Sie hatte einen Bruder (Dr. Oskar Theodor Pollak), eine Schwester (Rosina Diez) sowie eine Halbschwester (Dora Pollak). Ursprünglich jüdischen Glaubens trat sie zum Christentum über.
Sie wollte zuerst Sängerin werden und nahm daher Gesangsstunden, wandte sich dann aber der Schauspielerei zu und absolvierte eine Ausbildung in der Schauspielklasse des Konservatoriums in Wien. Erste Theaterauftritte hatte sie in Innsbruck, Reichenberg und Elberfeld. Dort spielte sie die Mirza in Der Traum ein Leben von Franz Grillparzer, das Gretchen im Faust und die Komtesse Guckerl von Franz Koppel-Ellfeld und Franz von Schönthan. Im Neuen Theater Berlin war sie auf Backfisch-Rollen spezialisiert und spielte in über 160 Aufführungen die Vicky in dem Lustspiel Hofgunst von Thilo von Trotha.
Am 25. Februar 1898 debütierte sie als „Lulu“ in Wedekinds Der Erdgeist bei der Uraufführung im Leipziger Krystallpalast. Am 11. April 1898 spielte sie am Carl-Schultze-Theater in St. Pauli im Stück Hedda Gabler. In Hamburg gastierte sie ebenfalls in der Rolle der Lulu am Deutschen Schauspielhaus. 1899 spielt sie die „Lulu“ erstmals in Berlin. 1900 spielte sie in Berlin die „Natalie“ im Prinz von Homburg von Heinrich von Kleist. Außerdem hatte sie eine Rolle im Lustspiel Die beiden Leonoren von Paul Lindau und fiel dort „durch Geist und echtes Temperament angenehm“ auf. 1901 trat sie als neben Harry Walden in Wilhelm Meyer-Försters Schauspiel Alt-Heidelberg auf. Die Uraufführung dieses Stückes fand am 22. November 1901 im Berliner Theater statt. Sie war ebenfalls als „Lulu“ in der Fortsetzung Die Büchse der Pandora vorgesehen, erkrankte aber kurzfristig vor der Uraufführung am 29. Mai 1905. Von 1903 bis 1910 spielte sie am Staatstheater Wiesbaden.

## Filmografie
- 1922: Der brennende Acker